# Министр по делам Индии

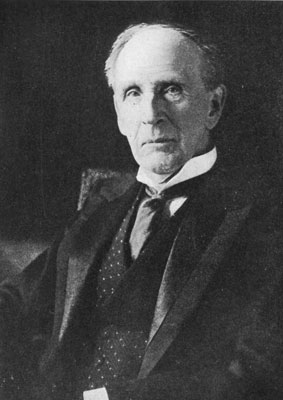
Джон Морли, министр по делам Индии с 1905 по 1910 и с 1911 по 1915 годы

Министр по делам Индии, дословный перевод государственный секретарь по делам Индии (англ. Secretary of State for India или англ. India Secretary), являлся министром британского кабинета министров, ответственным за управление Индией, и политическим главой Министерства по делам Индии. Этот пост был создан в 1858 году после того, как было прекращено управление индийскими владениями Ост-Индской компанией и эта территория перешла под прямое управление правительства в Лондоне (после этого она стала называться Британская Индия).
В 1935 году, вслед за новым Актом об управлении Индией, при подготовке к выделению Бирмы в отдельную колонию, было создано Министерство по делам Бирмы. Возглавлял оба учреждения один министр, получивший титул Министр по делам Индии и Бирмы. Министерство по делам Индии и его министр были упразднены в 1947 году, когда был произведён раздел Британской Индии, в результате которого появились два независимых доминиона: Индийский Союз и Доминион Пакистан. Бирма получила независимость отдельно, в 1948 году.

## Министры по делам Индии (1858—1937)
Прежде, чем Британская Индия была официально основана 2 августа 1858 года, лорд Эдвард Стэнли был Президентом совета контролирующих.
| Имя                       | Фото | Начало          | Окончание       | Политическая партия |
| ------------------------- | ---- | --------------- | --------------- | ------------------- |
| лорд Эдвард Стэнли        |      | 2 августа 1858  | 11 июня 1859    | Консервативная      |
| Чарльз Вуд                |      | 18 июня 1859    | 16 февраля 1866 | Либеральная         |
| граф Рипон и де Грей      |      | 16 февраля 1866 | 26 июня 1866    | Либеральная         |
| виконт Крэнборн           |      | 6 июля 1866     | 8 марта 1867    | Консервативная      |
| Стаффорд Генри Норткот    |      | 8 марта 1867    | 1 декабря 1868  | Консервативная      |
| Джордж Дуглас Кэмпбелл    |      | 9 декабря 1868  | 17 февраля 1874 | Либеральная         |
| маркиз Солсбери           |      | 21 февраля 1874 | 2 апреля 1878   | Консервативная      |
| Гэтхорн Гэтхорн-Харди     |      | 2 апреля 1878   | 21 апреля 1880  | Консервативная      |
| Спенсер Кавендиш          |      | 28 апреля 1880  | 16 декабря 1882 | Либеральная         |
| Джон Кимберли             |      | 16 декабря 1882 | 9 июня 1885     | Либеральная         |
| Рэндольф Спенсер-Черчилль |      | 24 июня 1885    | 28 января 1886  | Консервативная      |
| Джон Кимберли             |      | 6 февраля 1886  | 20 июля 1886    | Либеральная         |
| виконт Кросс              |      | 3 августа 1886  | 11 августа 1892 | Консервативная      |
| Джон Кимберли             |      | 18 августа 1892 | 10 марта 1894   | Либеральная         |
| Генри Хартли Фаулер       |      | 10 марта 1894   | 21 июня 1895    | Либеральная         |
| лорд Джордж Гамильтон     |      | 4 июля 1895     | 9 октября 1903  | Консервативная      |
| Сент-Джон Бродрик         |      | 9 октября 1903  | 4 декабря 1905  | Консервативная      |
| Джон Морли                |      | 10 декабря 1905 | 3 ноября 1910   | Либеральная         |
| Роберт Кру-Милнс          |      | 3 ноября 1910   | 7 марта 1911    | Либеральная         |
| Джон Морли                |      | 7 марта 1911    | 25 мая 1911     | Либеральная         |
| Роберт Кру-Милнс          |      | 25 мая 1911     | 25 мая 1915     | Либеральная         |
| Джозеф Остин Чемберлен    |      | 25 мая 1915     | 17 июля 1917    | Консервативная      |
| Эдвин Монтегю             |      | 17 июля 1917    | 19 марта 1922   | Либеральная         |
| Уильям Пиль               |      | 19 марта 1922   | 22 января 1924  | Консервативная      |
| Сидней Оливье             |      | 22 января 1924  | 3 ноября 1924   | Лейбористская       |
| Фредерик Смит             |      | 6 ноября 1924   | 18 октября 1928 | Консервативная      |
| Уильям Пиль               |      | 18 октября 1928 | 4 июня 1929     | Консервативная      |
| Уильям Бенн               |      | 7 июня 1929     | 24 августа 1931 | Лейбористская       |
| Сэмюэль Хор               |      | 25 августа 1931 | 7 июня 1935     | Консервативная      |
| Лоуренс Дандэс-младший    |      | 7 июня 1935     | 28 мая 1937     | Консервативная      |

## Министры по делам Индии и Бирмы, 1937—1947
| Имя                    | Начало         | Окончание       | Политическая партия |
| ---------------------- | -------------- | --------------- | ------------------- |
| Лоуренс Дандас-младший | 28 мая 1937    | 13 мая 1940     | Консервативная      |
| Лео Эмери              | 13 мая 1940    | 26 июля 1945    | Консервативная      |
| Фредерик Петик-Лоуренс | 3 августа 1945 | 17 апреля 1947  | Лейбористская       |
| Уильям Хар             | 17 апреля 1947 | 14 августа 1947 | Лейбористская       |

## Министры по делам Бирмы, 1947—1948
| Имя        | Начало          | Окончание     | Политическая партия |
| ---------- | --------------- | ------------- | ------------------- |
| Уильям Хар | 14 августа 1947 | 4 января 1948 | Лейбористская       |